# Ferdinando Scopacasa
Ferdinando Scopacasa, detto u Capu zona (Benestare, 1918 – 1986), è stato un musicista italiano, celebre zampognaro.
Si è esibito ininterrottamente in festività del folklore calabrese per buona parte del XX secolo. I suoi concerti all'annuale festa del santuario della Madonna di Polsi sono considerati esempi di virtuosismo con la zampogna.